# Passa Tempo
Passa Tempo är en kommun i Brasilien.   Den ligger i delstaten Minas Gerais, i den sydöstra delen av landet, 600 km sydost om huvudstaden Brasília. Antalet invånare är 8 199.
Omgivningarna runt Passa Tempo är huvudsakligen savann. Runt Passa Tempo är det glesbefolkat, med 19 invånare per kvadratkilometer.